# Bailiang
Bailiang är en köping i Kina. Den ligger i provinsen Jiangxi, i den sydöstra delen av landet, omkring 150 kilometer väster om provinshuvudstaden Nanchang. Antalet invånare är 19 629. Befolkningen består av 9 470 kvinnor och 10 159 män. Barn under 15 år utgör 27,0 %, vuxna 15-64 år 64 %, och äldre över 65 år 8,0 %.
Runt Bailiang är det ganska tätbefolkat, med 248 invånare per kvadratkilometer. Närmaste större samhälle är Shuangqiao, 9,9 km väster om Bailiang. I omgivningarna runt Bailiang växer i huvudsak blandskog.
Genomsnittlig årsnederbörd är 2 205 millimeter. Den regnigaste månaden är maj, med i genomsnitt 372 mm nederbörd, och den torraste är oktober, med 50 mm nederbörd.